# Djadallah Azzuz at-Talhi
Djadallah Azzuz at-Talhi (arabiska: جاد الله عزوز الطلحي, Ǧādullāh ʿAzzūz aṭ-Ṭalḥī), född 1939, död 15 juni 2024 i Benghazi, var en libysk politiker. Han var Libyens regeringschef 1979–1984 och 1986–1987. Därefter tjänstgjorde han som Libyens utrikesminister 1987–1990 och senare som minister för strategiska industrier. En av hans uppgifter var att kommentera anklagelserna om att Libyen låg bakom Lockerbieaffären som "grundlösa".